# Rick Roberts (muzikant)
Rick Roberts (Florida, 31 augustus 1949) is een Amerikaans singer-songwriter.

## Biografie
Roberts trad in Los Angeles op toen hij ontdekt werd door Ed Tickner, de manager van de countryrockgroep The Flying Burrito Brothers. In het voorjaar van 1970 verving hij in die groep Gram Parsons. Met onder anderen Chris Hillman en Michael Clarke nam hij het derde album van de band op. Hillman verliet de Flying Burrito Brothers in 1971 om met Stephen Stills de band Manassas op te richten. Nadat ook de anderen vertrokken, bleef Roberts als enig lid over. Met gitarist Kenny Wertz, fiddlespeler Byron Berline en bassist Roger Bush (allen van The Country Gazette) toerde hij als The Flying Burrito Brothers door Europa en van hen bracht Ariola Records een livealbum uit.
In het begin van de jaren zeventig nam Roberts twee soloalbums op: Windmills in 1972 en She Is a Song in 1973. Met Clarke, Jock Bartley (voorheen van Zephyr) en enkele anderen vormde hij in 1974 de rockgroep Firefall. In dit verband nam hij zes albums op, die allemaal de Billboard 200 bereikten. Ze hadden ook succes met de door Roberts geschreven liedjes "You Are the Woman", "Just Remember I Love You" en "Strange Way". Naast zijn werk met Firefall (van 1974 tot 1981) speelde Roberts in de jaren zeventig en tachtig op albums van onder anderen Stills, Linda Ronstadt, Hillman en Albert Hammond. Met Randy Meisner (bassist van Poco en The Eagles) en Dewey Martin (drummer van Buffalo Springfield) vormde hij in 1987 The Roberts-Meisner Band.

## Discografie
- Flying Burrito Brothers (1971, met The Flying Burrito Brothers)
- Windmills (1972, solo)
- She Is a Song (1973, solo)
- Firefall (1976, met Firefall)
- Luna Sea (1977, met Firefall)

- Elan (1979, met Firefall)
- Undertow (1980, met Firefall)
- Clouds Across the Sun (1981, met Firefall)
- Break of Dawn (1983, met Firefall)